# Forum Thomanum
Das Forum Thomanum (Eigenschreibweise forum thomanum) ist ein international ausgerichteter, deutschlandweit einzigartiger, musischer Bildungscampus im Leipziger Bachviertel. Er ist seit 2002 als gemeinnütziger Verein organisiert, hat seinen Sitz im Thomashaus am Thomaskirchhof und verfügt über einen hauptamtlichen Geschäftsführer. Mittlerweile wurde das Forum Thomanum auch als Wortmarke angemeldet.
Das innovative und preisgekrönte Projekt der Stadt, die sich per Grundsatzbeschluss seit 2008 zum Forum Thomanum bekennt, hat unter Mithilfe zahlreicher prominenter Persönlichkeiten das Ziel, die 800-jährige Tradition der „Thomana“ (Thomaskirche, Thomanerchor und Thomasschule) für die Zukunft zu bewahren und mit einem Bildungsangebot zu verknüpfen. Dafür konnte einerseits auf einen historischen Bestand zurückgegriffen werden, anderseits wurden die Liegenschaften durch Um- und Neubau modernisiert und erweitert. Die Stadt Leipzig wies das Projekt als Großinvestition aus und veranschlagte eine Investitionssumme von ca. 30 Millionen Euro. Der ca. 6.000 m2 umfassende Campus zwischen Hiller-, Schreber-, Käthe-Kollwitz- und Ferdinand-Lassalle-Straße wurde 2012 eingeweiht, zum Reformationsjubiläum 2017 sollten die letzten Arbeiten, die ab Beginn vom Leipziger Architekturbüro Weis & Volkmann Berlin GmbH realisiert wurden und mit Denkmalschutz-Preisen ausgezeichnet wurden, vollständig abgeschlossen sein.
Motto des Forum Thomanums, das in die Leipziger Notenspur (Notenbogen) aufgenommen wurde, ist „glauben singen lernen“ – bis zu 1.200 Kinder und Jugendliche sollen hier unterrichtet werden. Nach dem Vereinsvorsitzenden gehe es nicht um ein christliches Elitenprojekt. Vielmehr wolle man „zeigen, dass Kinder [...] auch an klassischer Musik“ Freude haben können. Die Gesellschaft brauche „mehr kulturell gebildete, religiös gebundene, sozial kompetente, demokratisch gesinnte Menschen“.
Der Campus war Teil des Modellprojekts koopstadt zur Stadtentwicklung in Bremen, Leipzig und Nürnberg, das im Rahmen der Nationalen Stadtentwicklungspolitik von 2007 bis 2015 vom Bundesministerium für Verkehr, Bau und Stadtentwicklung gefördert wurde.

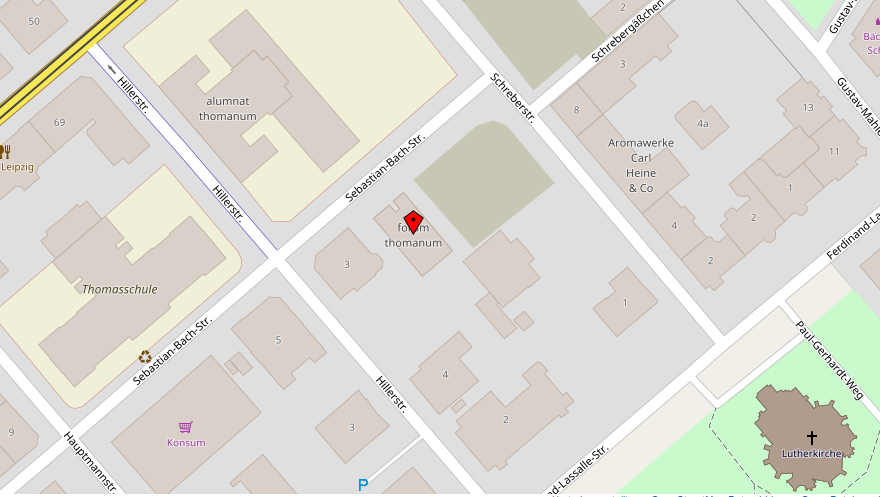
Ausschnitt Bildungscampus forum thomanum (OpenStreetMap)

## Projektgeschichte

### Verein
Impulsgeber für den Leipziger Bildungscampus Forum Thomanum waren in erster Linie Thomaskantor Georg Christoph Biller und Stefan Altner sowie Roland Weise und Christian Wolff, 2002 wurde der Verein forum thomanum Leipzig e. V. ins Leben gerufen. Dieser sollte erste Bestrebungen des Schulkuratoriums, das sich bereits in den 1990er Jahren gebildet hatte, die Tradition der Trias Thomaskirche, Thomanerchor und Thomasschule („Thomana“) zu bewahren, realisieren. Mitglieder jenes Kuratoriums waren u. a. Georg Christoph Biller, Klaus Lindner, Burkhard Jung (Oberbürgermeister von Leipzig) und Christoph Michael Haufe.
Ab den 2000er Jahren konkretisierte sich das Vorhaben zur Fortentwicklung des Chores und zur musikalischen Ausrichtung für die Zukunft: 2003 wurde das Leipziger Architekturbüro Weis & Volkmann in die Planungen einbezogen – es entwickelte einen Masterplan. 2004 wurde Christian Wolff erster Vorsitzender des Vereins, indem sich Stadthonoratioren zur Erhaltung der „Thomastradition“ versammelten. Die erste Satzung wurde durch den Juristen Frieder Schäuble †, Bruder von Wolfgang Schäuble, ausgearbeitet. Ebenfalls 2004 wurde ein Konzept für folgende Institutionen vorgelegt: eine musikalische und bilinguale Kindertagesstätte, eine Grund- und eine Mittelschule, eine Jugendmusikakademie (musicaccademia) und die mehrfunktionale Lutherkirche. Diese sollten mit der Thomasschule und dem Alumnat des Thomanerchores, als zentrale Einrichtungen, sowie einer Sport- und Freizeitanlage verknüpft werden.
Nach einer durch Albrecht Schmidt vermittelten kostenfreien Projektstudie (2007) der Unternehmensberatung McKinsey & Company bekannte sich 2008 der Stadtrat von Leipzig in einem Grundsatzbeschluss einstimmig, d. h. parteiübergreifend, zum Forum Thomanum. Seit 2009 verfügt der seit 2002 im Vereinsregister beim Amtsgericht Leipzig eingetragene Verein über einen hauptamtlichen Geschäftsführer.
2012 hatte der Verein 233 Mitglieder. Zu den institutionellen Vereinsmitgliedern gehören u. a. die Hochschule für Musik und Theater „Felix Mendelssohn Bartholdy“ Leipzig, die Evangelische Verlagsanstalt und die Carl und Anneliese Goerdeler-Stiftung.
Der Verein ist 100-prozentiger Gesellschafter folgender GmbHs:
- forum thomanum Schulen GmbH, gegründet 2010
- musicaccademia forum thomanum GmbH, gegründet 2009

### „Thomaner-Journal“
Der Verein war Mitherausgeber des 2008 gegründeten Thomaner-Journals.

### Kuratorium
Dem Vereinskuratorium gehörten seit Beginn prominente Künstler und Politiker an u. a. Anne-Sophie Mutter, Kurt Masur †, Henning Scherf, Rüdiger Frohn, Thomas Rietschel, Barbara Ischinger und Georg Girardet. Weitere Persönlichkeiten aus Politik, Wirtschaft und Wissenschaft wurden gewonnen, u. a. Christoph Brand, Sebastian Gemkow (Sächsischer Staatsminister der Justiz), Konrad Hummler, Hans Walter Hütter, Martin Kohlhaussen, Thilo von Trotha und Christoph Wolff.

### Förderer und Unterstützer
Der Verein akquirierte seit Bestehen Spenden in Millionenhöhe: Zu seinen Unterstützern gehören neben der Stadt u. a. diverse deutsche und Schweizer Stiftungen (Stiftung Freise, Dr. Heinz-Horst Deichmann-Stiftung, die Johannes-Rau-Stiftung, die J. S. Bach-Stiftung St. Gallen und die Stiftung Mercator Schweiz usw.), das Gustav-Adolf-Werk, die Sächsische Bläserphilharmonie, verschiedene Banken, der Lions Club Leipziger Ring, das BMW-Werk Leipzig – das gleichzeitig seit 2015 ein Kooperationspartner ist – das Ausbildungskommando der Bundeswehr, sowie die deutschen und britischen Unternehmer und Mäzene Johanna Quandt, Ralph Kohn, Friede Springer, Arend Oetker, Jörn Kreke, Wigand von Salmuth und Christoph Brand.
Als „Botschafter“ weist der Verein darüber hinaus u. a. das Ensemble Nobiles und Giovanni di Lorenzo aus.

### Einweihung
Zum Jubiläum der Trias im März 2012 wurde der Bildungscampus offiziell vom Leipziger Oberbürgermeister Jung und vom Pfarrer Wolff eingeweiht. Zuvor gab es einen Festumzug von der Thomaskirche, wo unter Anwesenheit des designierten Bundespräsidenten Joachim Gauck der offizielle Festakt „800 Jahre Thomana“ stattfand.
Im selben Jahr war das Forum Thomanum mit Thomasschule, villa thomana und Lutherkirche Gastgeber der 5. Luther-Konferenz der Internationalen Martin Luther Stiftung. In diesem Rahmen wurde die Luther-Rose an den Manager Jon Baumhauer verliehen.
Außerdem wurde 2012 der Dokumentarfilm Die Thomaner ausgestrahlt, welcher die Chorknaben auch auf dem Campus zeigt.

## Bildungscampus
Der Musikkritiker Hagen Kunze bezeichnete das Forum Thomanum als „in Deutschland einzigartig“. Nach Ursula Wiegand (Forum Kirchenmusik) hat das Projekt „Signalcharakter für Deutschland“. Es finde hier laut dem Kulturfunktionär Uli Kostenbader (Musikforum) eine vorbildliche und „sinnvolle[] Verbindung von Kultur- und Bildungspolitik“ statt. Die Musikjournalistin Sabine Näher (Musikforum) bewertete das Bildungsangebot als „neuartig[]“ und „zukunftsweisend[]“. Das Projekt sei „[e]in Musterbeispiel für bürgerschaftliches Engagement“, wie die Journalistin Alexandra Gerlach (Deutschlandradio Kultur) kommentierte. Nach dem Kunst- und Architekturkritiker Arnold Bartetzky, der auch in der FAZ Stellung nahm, handelt es sich um ein „anspruchsvolles Langzeitprojekt“, welches zu einem „Entwicklungsimpuls“ des nördlichen Bachviertels in der äußeren Westvorstadt beigetragen habe.
Das Forum Thomanum, ein begabtenfördernder Musikcampus vom Kindergarten bis zum Gymnasium, wird von Kostenbader grob in zwei sogenannte Hauptzüge, einen schulischen Zweig (Paedagogicum Musicale) und die Academia, eingeteilt, wobei bei letzterem dem Bach-Archiv, An-Institut der Universität Leipzig, neben anderen musikalischen Institutionen eine wesentliche Funktion zukommt.
Der Musikcampus ist Station Nr. 8 beim Notenbogen der „Leipziger Notenspur“, der als „musikalischer“ Spaziergang das westliche Stadtzentrum abdeckt. Der Stadtrundgang „Via Thomana“, über die Nikolaikirche (am Nikolaikirchhof), die Thomaskirche, das neue Bachdenkmal und das Bach-Museum führend, endet beim Bildungszentrum.

### Villa thomana

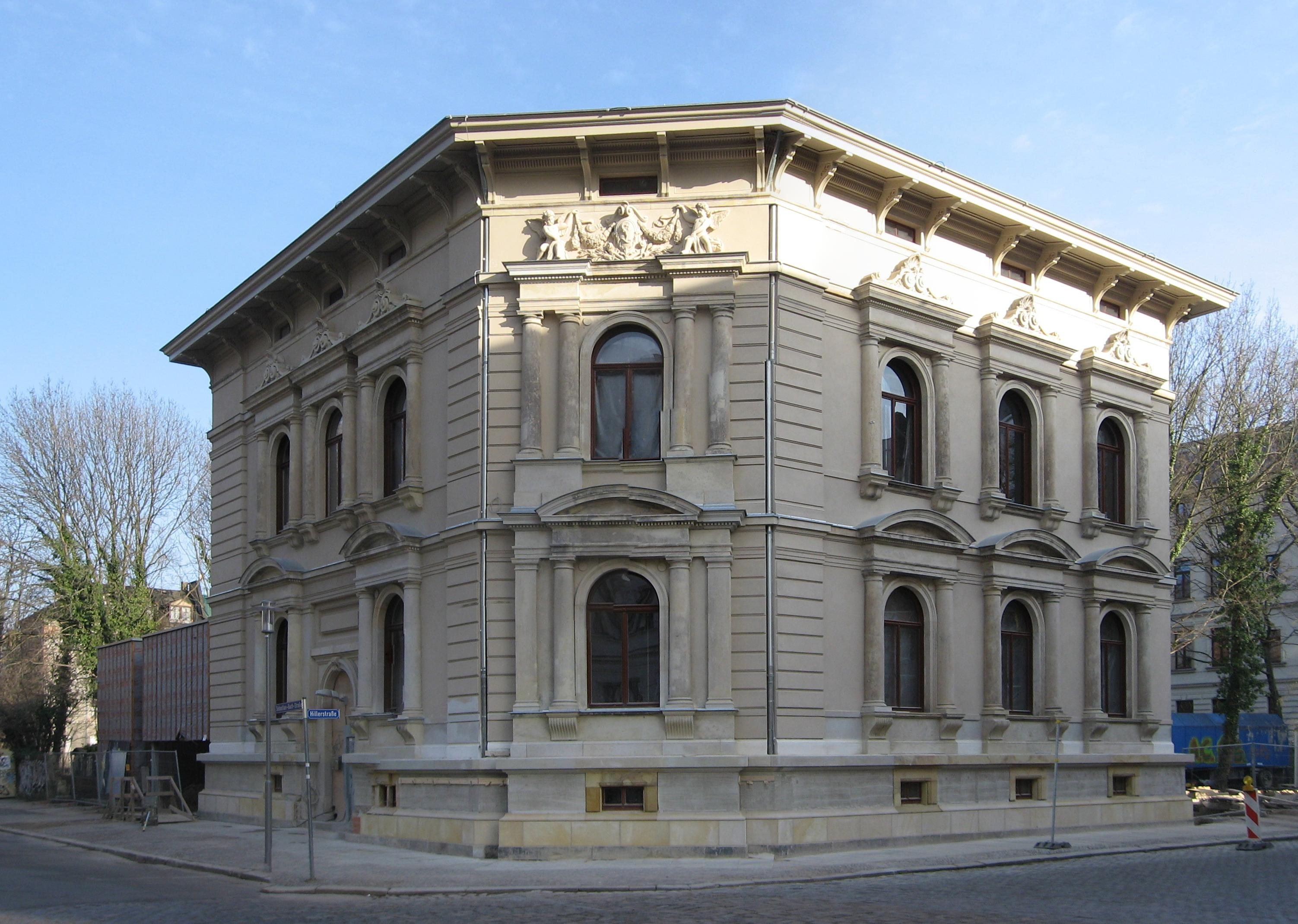
Villa Thomana: Dienstsitz des Thomaskantors und Probenzentrum

Im Jahr 2005 wurde die denkmalgeschützte Villa Thomana (Eigenschreibweise villa thomana) in der Sebastian-Bach-Straße aus der Neorenaissance erworben. Dies wurde durch Kapital der Leipziger Stiftung Chorherren zu St. Thomae ermöglicht. 2007/08 wurde das Gebäude für 1,8 Millionen Euro durch das Büro Weis & Volkmann aus- und umgebaut sowie restauriert. Seitdem wird es als Probenzentrum des Thomanerchors und Dienstsitz des Thomaskantors (seit 2021 Andreas Reize) genutzt. Die Bauherren erhielten jeweils den 2. Preis beim Hieronymus-Lotter-Wettbewerb für Denkmalpflege (2008) der Kulturstiftung Leipzig und beim Bundespreis für Handwerk in der Denkmalpflege/Sachsen (2013) der Deutschen Stiftung Denkmalschutz und des Zentralverbandes des Deutschen Handwerks.

### Kindertagesstätte
Im Jahre 2008 fand auf dem Gelände der Villa Thomana die Eröffnung der durch das Berufsbildungswerk Leipzig getragenen Kindertagesstätte, die nach einem Wettbewerb 2007/08 als holzverkleidetes Flachbau-Projekt ausgeführt wurde, statt. Sie verfügt über 100 Krippen- und Kindergartenplätze und verknüpft konzeptionell Sprachen, Religion und Musik miteinander. Die Kita mit musikalischer Früherziehung bietet wahlweise Englisch oder Italienisch an. Sie ist mittelbares Mitglied des Diakonischen Werkes der Evangelisch-Lutherischen Landeskirche Sachsens. Eine Kooperation besteht u. a. mit der Sportgemeinschaft LVB Leipzig.

### Thomasschule

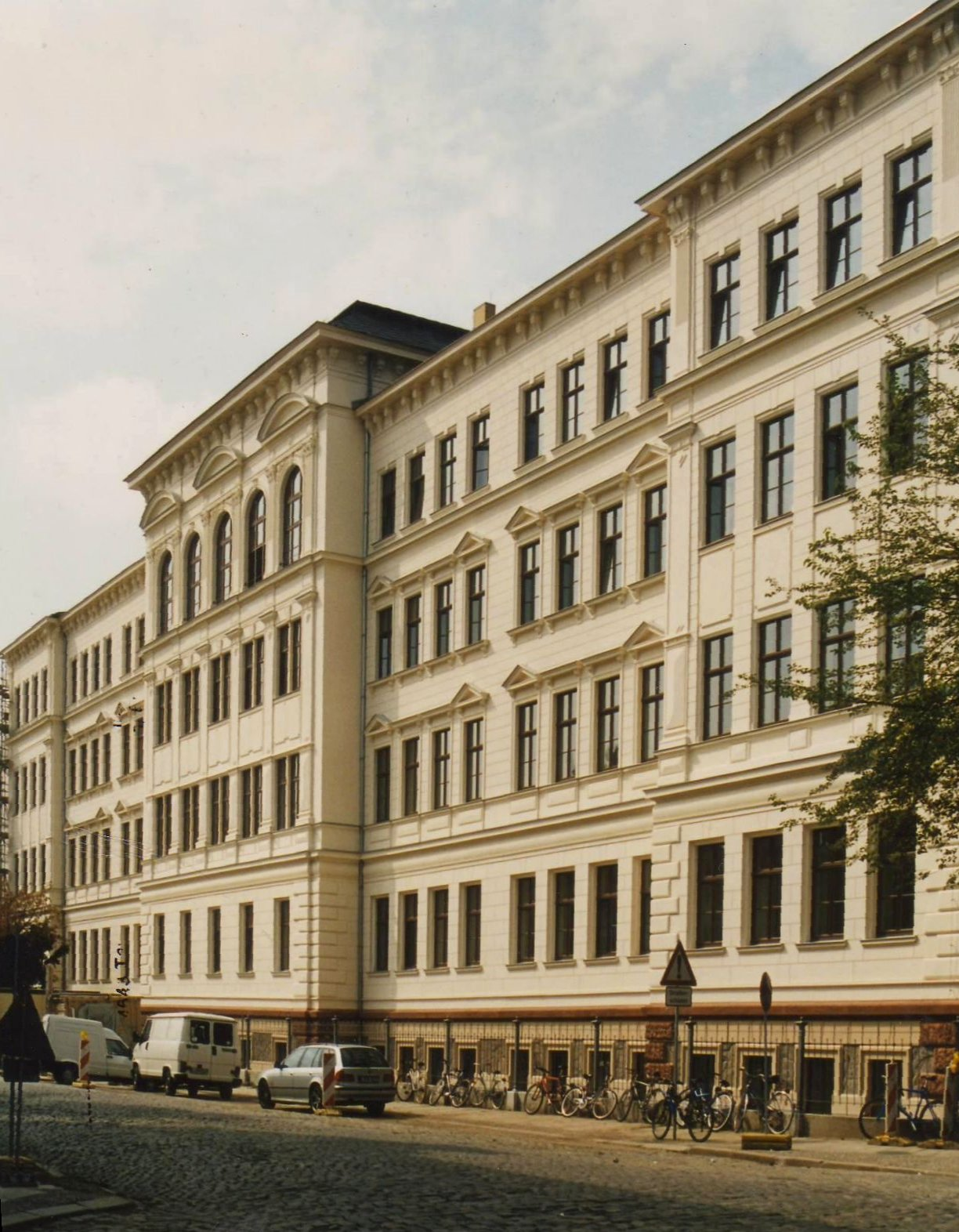
Thomasschule: Gymnasium mit vertieft musischem Profil

Die 800 Jahre alte Thomasschule zu Leipzig, seit 2000 wieder in einem denkmalgeschützten Gebäude in der Hillerstraße gelegen, ist das städtische Gymnasium mit Ganztagsangebot auf dem Bildungscampus. Es wird überwiegend von „Externen“ (Nicht-Thomanern) besucht. Die zur allgemeinen Hochschulreife (Abitur) führende Schule bietet ein sprachliches, ein künstlerisches und als eines von fünf sächsischen Gymnasien ein vertieft musisches Profil an. Es werden die Fremdsprachen Englisch, Latein, Französisch, Altgriechisch und Italienisch unterrichtet.

### Alumnat
Stadtrat beschloss 2008 die Sanierung und Erweiterung (auf 120 Plätze) des Alumnats (Internat) des Thomanerchores. Zwischenzeitlich auf dem Campus in Containern interim untergebracht, sind die Thomaner (Mitglieder des Thomanerchores) seit 2013 wieder im Alumnat zu Hause; die Investitionen betrugen 11,4 Millionen Euro. Das Architekturbüro Essmann, Gärtner, Nieper Architekten GbR erhielt für die Ausführungen eine Lobende Erwähnung beim Architekturpreis der Stadt Leipzig 2013.

### Grundschule
2010/11 wurde eine Grundschule mit Hort eröffnet, die 2013 als Ersatzschule staatlich anerkannt wurde und die drei Profile Religionspädagogik, Musik und Sprachen für Mädchen und Jungen herausgebildet hat. Eine Thomaneranwartschaft mit Stimmbildung und Musiktheorie wird angeboten. Außerdem existiert ein aktiver Grundschulchor und ein -orchester. Der Chor unter der musikalischen Leitung von Matthias Schubotz trat 2014 mit dem Heeresmusikkorps Kassel zu einem Benefizkonzert im Leipziger Gewandhaus auf. Ein Jahr später gab es Auftritte mit dem Ensemble Nobiles und dem Ensemble Amarcord.
Im Jahr 2014 wurde mit der Hochschule für Musik und Theater „Felix Mendelssohn Bartholdy“ Leipzig eine musikpädagogische Kooperationsvereinbarung geschlossen. So ist im pädagogisch-künstlerischen Masterstudiengang mit Studienschwerpunkt Gesangspädagogik der Fachrichtung Klassischer Gesang/Musiktheater ein Austausch mit dem Forum Thomanum möglich. Der Stimmphysiologe Michael Fuchs vom Universitätsklinikum Leipzig sieht diese Entwicklung in einer Arbeit zur „Entwicklung der Stimmleistung und -qualität“ als förderlich für Langzeitstudien unter Kindern und Jugendlichen an.
Die neugegründete Schülerzeitung erhielt 2015 eine Förderung des Sächsischen Kultusministeriums. 2016 wurde gemeinsam mit der Sächsischen Akademie der Wissenschaften zu Leipzig die Projektwoche „Wissenschaft trifft Schule“ ausgerichtet.
Anfängliche Bauverzögerungen mündeten 2013 in einem Brandbrief der Bürgerschaft, welcher u. a. von Engelbert Lütke Daldrup, Christian Führer, Georg Girardet, Roderich Kreile, Arend Oetker und Helmuth Rilling sowie dem Förderverein des Dresdner Kreuzchores unterschrieben worden war. Bis 2017 befand sich die Grundschule interimsweise im Stadtteil Leipzig-Gohlis, 2016 war Richtfest für den 7,2 Millionen Euro Neubau an der Ecke Schreber-/Sebastian-Bach-Straße, dem Anwesen der kriegszerstörten anglikanischen Kirche; der Hort wird im denkmalgeschützten ehemaligen Gemeindehaus der Luthergemeinde unterkommen.

### Lutherkirche

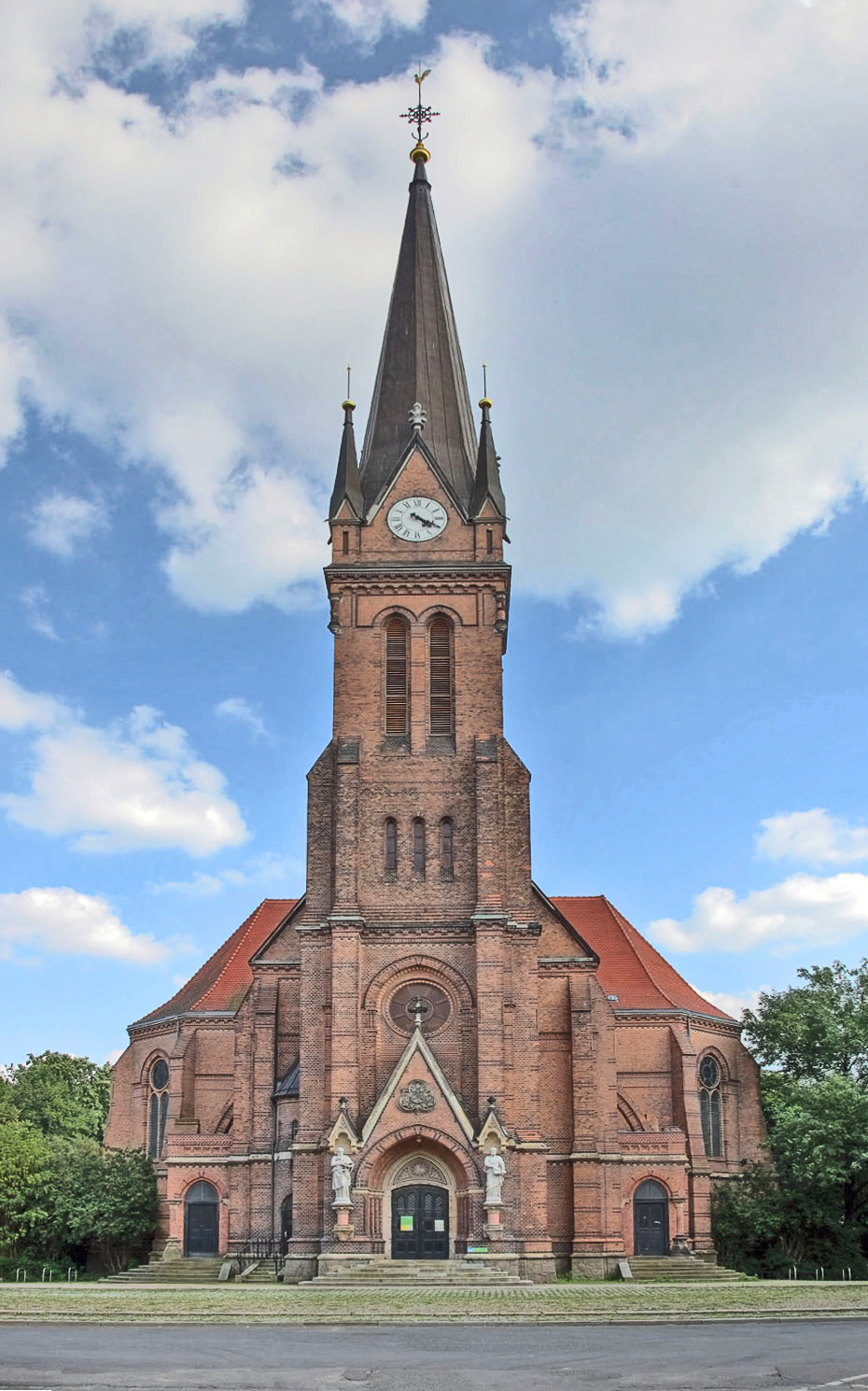
Lutherkirche: Gottesdienststätte, Schulaula, Veranstaltungseinrichtung

Die evangelische neugotische Lutherkirche am Johannapark, die bereits als „geistiges Zentrum“ genutzt wird, wird seit 2013 für rund 6 Millionen Euro renoviert und sollte ab 2017, dem Reformationsjubiläum, insbesondere der Thomasschule zusätzlich als Schulaula und dem Thomanerchor als Konzerthaus (Konzertkirche) dienen. Die Sanierung wurde im September 2024 abgeschlossen.

### „Musicaccademia“
Die internationale Jugendmusikakademie („musicaccademia“) mit Gästehaus wird derzeit aufgebaut. Hier soll die Musik Johann Sebastian Bachs, einst Thomaskantor, Gästen aus Deutschland und der Welt näher gebracht werden. Im Rahmen der Akademie fanden bereits mehrere Kompositionsworkshops für Kinder und Jugendliche statt, bei denen u. a. die Komponisten Manuel Durão, Christian FP Kram und Aristides Strongylis dozierten. 2016 wurde mit dem Ensemble Amarcord ein A-cappella-Workshop ausgerichtet.

### Oberschule
Da bislang die Aufnahme in den Chor nur für Gymnasiasten (Schüler der Thomasschule) möglich ist, man aber mehr Bewerber generieren möchte, soll eine Oberschule neu errichtet werden. Der Leipziger Stadtrat stimmte dem Projekt 2008 einstimmig zu.

## Weitere Kooperationen
Das Forum Thomanum wurde wiederholt in das Bachfest Leipzig integriert. Im Jahr 2006 war das Forum gemeinsam mit der Fachrichtung Komposition/Tonsatz der Hochschule für Musik und Theater „Felix Mendelssohn Bartholdy“ Leipzig, der Gesellschaft für Musiktheorie und dem Staatlichen Institut für Musikforschung – Preußischer Kulturbesitz, beide in Berlin, Mitveranstalter des Symposiums „Sethus Calvisius“. 2008 gab die Musikwissenschaftlerin Gesine Schröder den dazugehörigen Band Tempus musicae – tempus mundi mit Audio-CD heraus. 2014 war das Forum in das Summercamp der VDI Zukunftspiloten eingebunden.
Im Jahr 2012 wurde mit der privaten lutherischen Valparaiso University aus Indiana eine Kooperationsvereinbarung geschlossen.

## Würdigungen
2012 wurde der Thomanerchor für seinen internationalen Bildungscampus mit einem Sonderpreis des ECHO Klassik ausgezeichnet.

## Verschiedenes
- Auf einem Teil des Geländes des Forum Thomanum stand ursprünglich die All Saints Church Leipzig: Auf der Fläche entstand die Grundschule forum thomanum.[86]